# Pristin
Pristin (tiếng Hàn: 프리스틴), được biết đến với tên gọi PLEDIS Girlz trước khi ra mắt, là một nhóm nhạc nữ Hàn Quốc gồm 10 thành viên: Na-young, Roa, Yuha, Eun-woo, Rena, Kyulkyung , Yehana, Sungyeon, Xiyeon và Kyla , được thành lập và quản lý bởi công ty Pledis Entertainment ra mắt vào ngày 21 tháng 3 năm 2017, tan rã ngày 24 tháng 5 năm 2019 

## Tên gọi
Tối ngày 6 tháng 1 năm 2017, girlgroup tân binh nhà Pledis đã tiết lộ tên gọi chính thức của nhóm tại concert "Bye & Hi". Theo như thông báo chính thức từ phía đại diện thì Pristin là sự kết hợp của hai từ tiếng Anh Prismatic và Elastin với ý nghĩa rằng nhóm sẽ sáng chói và rực rỡ như lăng kính và có sức mạnh hoàn hảo như Elastin .
Kết hợp lại, Pristin có nghĩa là: "Chúng tôi sẽ trở thành những nghệ sĩ hàng đầu khi kết hợp nét cuốn hút riêng của mỗi thành viên và cùng nhau toả sáng."

## Lịch sử

### Trước ra mắt
Năm 2015, một số thành viên đã biểu diễn cùng với Seventeen trong concert Like Seventeen. 3 thành viên Nayoung, Kyulkyung, Rena xuất hiện cùng với một cựu trainee khác và nhóm nhạc nam Seventeen trên 17TV .
Năm 2014, nhóm đã xuất hiện với tư cách vũ công cho các buổi diễn live của Orange Caramel với "My Copycat" và Raina, San E (After school) với "A Mindsummer Night's Sweetness".

Năm 2015, Eunwoo, Rena và KyulKyung tham gia trong MV "Mansae" của Seventeen. Trước khi gia nhập Pledis Entertainment, Eunwoo đã từng tham gia vào chương trình truyền hình Superstar K4 và The Voice Kids. Rena cũng tham gia vào mùa thứ tư Show Me the Money, nhưng đã bị loại trong vòng 2.

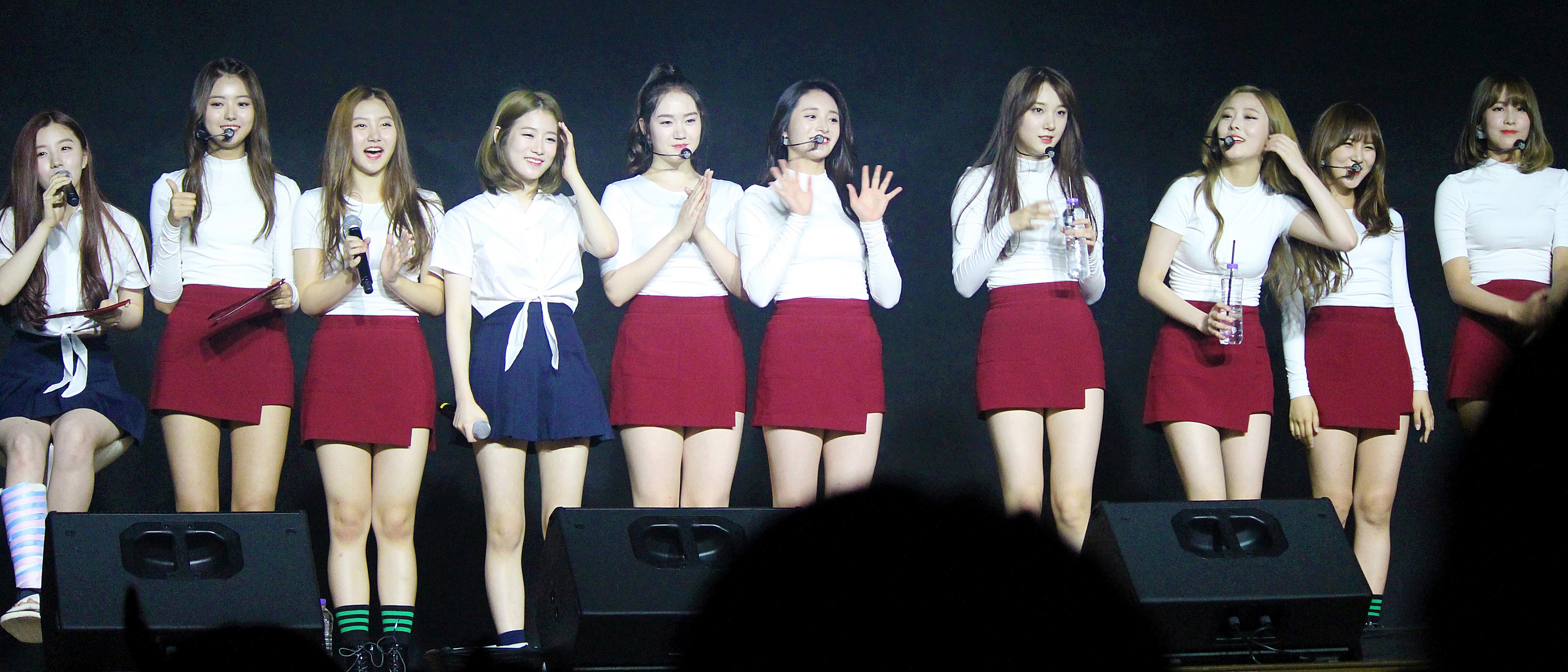
Pristin tại Pledis Girlz Concert vào ngày 25 tháng 6 năm 2016

Năm 2015, Nayoung, Roa, Yuha, Eunwoo, Rena, Kyulkyung, và Xiyeon tham gia chương trình tuyển chọn Produce 101. Nayoung và Kyulkyung chiến thắng vòng chung kết và ra mắt với nhóm nhạc nữ I.O.I .
Yehana từng biểu diễn như một vũ công trong suốt buổi trình diễn của Seventeen vào tháng 2 năm 2016.
Ngày 23 tháng 3 năm 2016, Pledis công bố đội hình của nhóm nhạc nữ mới, Pledis Girlz bao gồm 7 thành viên từng tham gia Produce 101. Công ty cũng tiết lộ 3 thành viên mới, những người không được cạnh tranh trong Produce 101, đó là Sungyeon, Yehana và Kyla.
Eunwoo phát hành một đĩa đơn với tựa đề "Sickness" được viết bởi Vernon (Seventeen), đĩa đơn là một phần của soundtrack cho bộ phim Love Revolution vào ngày 23.
Tháng 5 năm 2016, nhóm tổ chức buổi hòa nhạc có tên "PLEDIS Girlz CONCERT" để cảm ơn đến những fan hâm mộ.
Ngày 27 tháng 6 năm 2016, 8 thành viên của nhóm (không bao gồm Nayoung và Kyulkyung) phát hành single đầu tiên của nhóm mang tên "WE". Ca khúc do Sungyeon và Eunwoo sáng tác và được viết lời bởi Roa, Eunwoo, Sungyeon và Xiyeon.
Tháng 7 năm 2016, Sungyeon trở thành thí sinh của cuộc thi ca hát Girl Spirit của đài JTBC.

### 2017: Ra mắt vớiHi! Pristin,tên fandom chính thức vàSchxxl Out

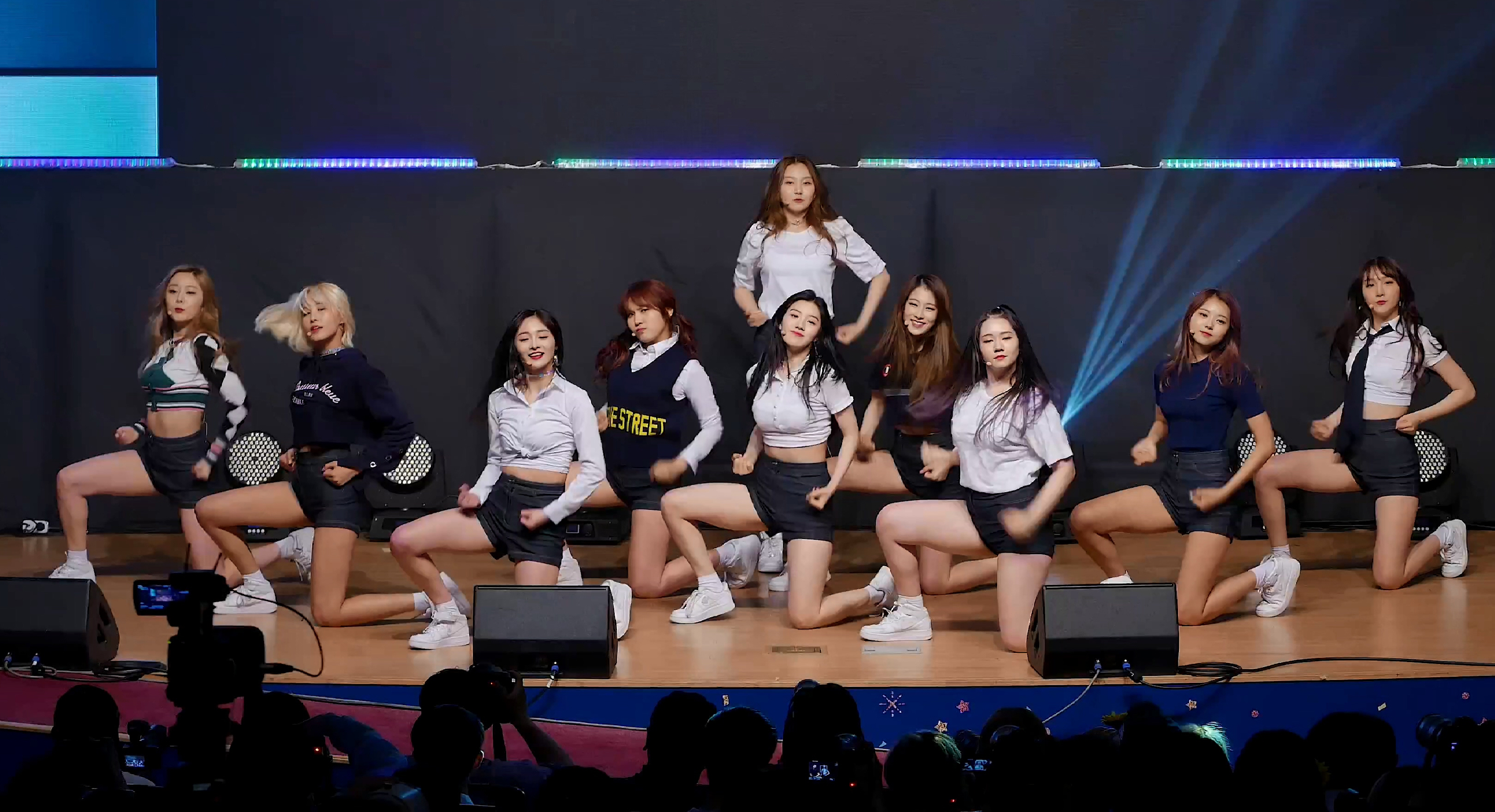
Pristin biểu diễn Wee Woo vào ngày 30 tháng 5 năm 2017

Ngày 6 tháng 1, nhóm tổ chức concert cuối cùng dưới tên PLEDIS Girlz, BYE & HI và tiết lộ tên chính thức của nhóm là Pristin.
Ngày 2 tháng 3, Pledis Entertainment chia sẻ hình ảnh teaser ra mắt của nhóm vào ngày 21 tháng 3.
Vào lúc 18h (KST) ngày 21 tháng 3, nhóm chính thức ra mắt với mini-album đầu tiên HI! Pristin với bài hát chủ đề "Wee Woo". Album gồm 6 ca khúc: "Wee Woo", "Black Widow", "Running", "Over n Over", và "We."
Ngày 5 tháng 8, Pledis Entertainment xác nhận sự trở lại của Pristin vào ngày 23 tháng 8, với EP thứ hai của họ.
Ngày 23 tháng 8, nhóm chính thức phát hành mini album Schxxl Out cùng với ca khúc chủ đề "We Like", chọn tên fandom chính thức là HIgh.
Ngày 11 tháng 10,Pledis Entertainment thông báo Kyla tạm dừng hoạt động và trở về Hoa Kỳ.

### 2018: Pristin V
Ngày 8 tháng 5 năm 2018, Pristin xác nhận sẽ ra mắt một nhóm nhỏ với tên gọi Pristin V bao gồm Nayoung, RoA, Eunwoo, Rena và Kyulkyung. Nhóm sẽ ra mắt vào ngày 28 tháng 5 với đĩa đơn "Like A V".

### 2019: Tan rã
Vào ngày 24 tháng 5 năm 2019, Pristin đã chính thức tan rã. Pledis Entertainment tuyên bố rằng trong khi Kyulkyung, Yehana và Sungyeon sẽ ở lại với công ty, 7 người còn lại (Xiyeon, Rena, Roa, Kyla, Nayoung, Yuha và Eunwoo) sẽ rời đi. Cho đến ngày 26 tháng 3 năm 2020, Kyulkyung đã chính thức rời khỏi công ty, cô trở về Trung Quốc để tiếp tục sự nghiệp của mình.

## Thành viên
| Nghệ danh    | Nghệ danh | Tên khai sinh    | Tên khai sinh | Tên khai sinh      | Tên khai sinh | Tên khai sinh     | Ngày sinh         | Nơi sinh                           | Quốc tịch  |
| Latinh       | Hangul    | Latinh           | Hangul        | Kana               | Hanja         | Hán-Việt          | Ngày sinh         | Nơi sinh                           | Quốc tịch  |
| ------------ | --------- | ---------------- | ------------- | ------------------ | ------------- | ----------------- | ----------------- | ---------------------------------- | ---------- |
| Nayoung1     | 나영      | Im Na-young      | 임나영        | イムナヨウン       | 林娜榮        | Lâm Nhã Anh       | 18 tháng 12, 1995 | Gwanak-gu, Seoul, Hàn Quốc         | Hàn Quốc   |
| Roa2         | 로아      | Kim Min-kyeong   | 김민경        | ギムミンギョン     | 金珉炅        | Kim Mẫn Quỳnh     | 29 tháng 7, 1997  | Chuncheon, Gangwon, Hàn Quốc       | Hàn Quốc   |
| Yuha2        | 유하      | Kang Kyeong-won  | 강경원        | ガンギョンウォン   | 姜京元        | Khương Quỳnh Uyên | 5 tháng 11, 1997  | Gwangju, Hàn Quốc                  | Hàn Quốc   |
| Eunwoo3      | 은우      | Jeong Eun-woo    | 정은우        | ジョンウンオ       | 鄭銀雨        | Trịnh Ân Vũ       | 1 tháng 7, 1998   | Bucheon, Gyeonggi, Hàn Quốc        | Hàn Quốc   |
| Rena4        | 레나      | Kang Yae-bin     | 강예빈        | ガンイェビン       | 康叶斌        | Khương Duệ Bân    | 19 tháng 10, 1998 | Ilsan-gu, Gyeonggi, Hàn Quốc       | Hàn Quốc   |
| Kyulkyung[5] | 결경      | Joo Kyeol-kyeong | 주결경        | 主ギョルギョン     | 周洁琼        | Chu Khiết Quỳnh   | 16 tháng 12, 1998 | Thai Châu, Chiết Giang, Trung Quốc | Trung Quốc |
| Kyulkyung[5] | 결경      | Zhou Jieqiong    | 주결경        | 主ギョルギョン     | 周洁琼        | Chu Khiết Quỳnh   | 16 tháng 12, 1998 | Thai Châu, Chiết Giang, Trung Quốc | Trung Quốc |
| Yehana       | 예하나    | Kim Ye-won       | 김예원        | ギムイェウォン     | 金譽媛        | Kim Duệ Uyên      | 22 tháng 2, 1999  | Ilsan-gu, Gyeonggi, Hàn Quốc       | Hàn Quốc   |
| Sungyeon     | 성연      | Bae Seong-yeon   | 배성연        | 倍ソンヨン         | 裵成嬿        | Bùi Thành Nghiên  | 25 tháng 5, 1999  | Buena Park, California, Hoa Kỳ     | Hàn Quốc   |
| Sungyeon     | 성연      | Shannon Bae      | 배성연        | 倍ソンヨン         | 裵成嬿        | Bùi Thành Nghiên  | 25 tháng 5, 1999  | Buena Park, California, Hoa Kỳ     | Hoa Kỳ     |
| Xiyeon6      | 시연      | Park Jeong-hyeon | 박정현        | パク・ジョンヒョン | 朴正炫        | Phác Chính Hiền   | 14 tháng 11, 2000 | Wonju, Gangwon, Hàn Quốc           | Hàn Quốc   |
| Kyla         | 카일라    | Kim Sol-hee      | 김솔희        | ギムソルフイ       | 金率喜        | Kim Suất Hy       | 26 tháng 12, 2001 | Muncie, Indiana, Hoa Kỳ            | Hàn Quốc   |
| Kyla         | 카일라    | Kyla Massie      | 카일라 매시   | ギムソルフイ       | 凯拉马西      | Khải Lạp Mã Tây   | 26 tháng 12, 2001 | Muncie, Indiana, Hoa Kỳ            | Hoa Kỳ     |

- 1Nayoung từng tham gia chương trình Produce 101, đứng vị trí 10 chung cuộc và được ra mắt với tư cách trưởng nhóm I.O.I.
- 2Roa và Yuha từng tham gia chương trình Produce 101 nhưng bị loại ở tập 8.
- 3Eunwoo từng là thí sinh tham gia Superstar K4 và The Voice Kids Hàn Quốc.[20]. Cô cũng tham gia chương trình Produce 101 nhưng bị loại ở tập 11. Cô đứng thứ 21 chung cuộc.
- 4Rena từng tham gia chương trình Produce 101 nhưng bị loại ở tập 10.
- 5Tên tiếng Hàn của Jieqiong là Joo Kyeol-kyeong. Ngoài ra cô còn được biết đến với tên gọi Pinky. Cô từng tham gia chương trình Produce 101, đứng vị trí 6 chung cuộc và được ra mắt cùng I.O.I.
- 6Xiyeon đã đổi tên thật của mình từ Park Jung-hyun thành Park Si-yeon. Cô từng tham gia chương trình Produce 101 nhưng bị loại ở tập 10.

## Danh sách đĩa nhạc

### EP
| Tên         | Chi tiết | Thứ hạng cao nhất | Thứ hạng cao nhất | Doanh số                    |
| Tên         | Chi tiết | HQ                | TG                | Doanh số                    |
| ----------- | --- | ----------------- | ----------------- | --------------------------- |
| Hi! Pristin | - Phát hành: 21 tháng 3 năm 2017 - Hãng đĩa: Pledis Entertainment - Định dạng: CD, tải kĩ thuật số Danh sách các bài hát 1. Be The Star 2. Wee Woo 3. Black Widow 4. Running 5. Over n Over 6. We | 4                 | 10                | - Hàn: 43,300 - Nhật: 1,145 |
| Schxxl Out  | - Phát hành: 23 tháng 8 năm 2017 - Hãng đĩa: Pledis Entertainment - Định dạng: CD, tải kĩ thuật số Danh sách các bài hát 1. We Are Pristin 2. We Like 3. Aloha 4. Tina 5. You're My Boy           | 4                 | 5                 | - Hàn: 27,276 - Nhật: 952   |

### Đĩa đơn
| Tên       | Năm  | Thứ hạng cao nhất | Doanh thu     | Album       |
| Tên       | Năm  | HQ                | Doanh thu     | Album       |
| --------- | ---- | ----------------- | ------------- | ----------- |
| "We"      | 2016 | 113               | - HQ: 19,922+ | Hi! Pristin |
| "Wee Woo" | 2017 | Chưa công bố      | Chưa công bố  | Hi! Pristin |

### Đĩa đơn cộng tác
| Tên                           | Năm  | Thứ hạng cao nhất | Doanh thu     | Album                       | Thành viên |
| Tên                           | Năm  | HQ                | Doanh thu     | Album                       | Thành viên |
| ----------------------------- | ---- | ----------------- | ------------- | --------------------------- | ---------- |
| "Sickness" (병) (with Vernon) | 2016 | 144               | - HQ: 14,622+ | Love Revolution Webtoon OST | Eunwoo     |

### Xuất hiện trong các sản phẩm âm nhạc khác
| Tên          | Năm  | Thứ hạng cao nhất | Doanh thu      | Album               | Thành viên                                |
| Tên          | Năm  | HQ                | Doanh thu      | Album               | Thành viên                                |
| ------------ | ---- | ----------------- | -------------- | ------------------- | ----------------------------------------- |
| "Pick Me"    | 2016 | 9                 | - HQ: 89       | —                   | Roa,Yuha, Eunwoo, Rena, Kyulkyung, Xiyeon |
| "24 Hours"   | 2016 | 44                | - HQ: 159,877+ | 35 Girls 5 Concepts | Rena, Kyulkyung                           |
| "Fingertips" | 2016 | 21                | - HQ: 319,224+ | 35 Girls 5 Concepts | Nayoung, Eunwoo                           |
| "Yum Yum"    | 2016 | 14                | - HQ: 579,478+ | 35 Girls 5 Concepts | Xiyeon                                    |

## Video âm nhạc
| Năm  | Tên       | Ngày phát hành      |
| ---- | --------- | ------------------- |
| 2017 | "Wee Woo" | 21 tháng 3 năm 2017 |
| 2017 | "We Like" | 23 tháng 8 năm 2017 |

## Danh sách phim

### Chương trình thực tế
| Năm  | Chi tiết                | Kênh | Thành viên                                          | Ghi chú                                                        |
| ---- | ----------------------- | ---- | --------------------------------------------------- | -------------------------------------------------------------- |
| 2012 | Superstar K4            | Mnet | Eunwoo                                              |                                                                |
| 2013 | The Voice Kids Hàn Quốc | Mnet | Eunwoo                                              |                                                                |
| 2015 | Show Me The Money       | Mnet | Rena                                                | Bị loại ở vòng 2                                               |
| 2016 | Produce 101             | Mnet | Nayoung, Roa, Yuha, Eunwoo, Rena, Kyulkyung, Xiyeon | Nayoung và Kyulkyung lọt vào top 11 và là thành viên của I.O.I |
| 2016 | Standby I.O.I           | Mnet | Nayoung, Kyulkyung                                  |                                                                |
| 2016 | Girl Spirit             | JTBC | Sungyeon                                            |                                                                |
| 2016 | LAN Cable Friends I.O.I | Mnet | Nayoung, Kyulkyung                                  | Xuất hiện với Eunwoo trong tập 2                               |

#### Phim
| Năm  | Tên             | Kênh | Thành viên | Vai trò         |
| ---- | --------------- | ---- | ---------- | --------------- |
| 2014 | Dynamite Family |      | Roa        | Học sinh vĩ cầm |

#### Điện ảnh
| Năm  | Chi tiết      | Kênh | Thành viên | Ghi chú          |
| ---- | ------------- | ---- | ---------- | ---------------- |
| 2010 | Tình mẫu tử   | KBS  | Xiyeon     |                  |
| 2016 | Đoàn tùy tùng | tvN  | Nayoung    | Khách mời, tập 1 |

Chương trình giải trí
| Năm  | Chi tiết                             | Kênh        | Thành viên         | Ghi chú      |
| ---- | ------------------------------------ | ----------- | ------------------ | ------------ |
| 2016 | Talents for Sale                     | KBS2        | Nayoung, Kyulkyung | Tập 1, 2     |
| 2016 | Two Yoo Project Sugar Man            | JTBC        | Nayoung, Kyulkyung | Tập 28       |
| 2016 | Hello, Our Native Language           | KBS1        | Nayoung            | Tập 13       |
| 2016 | SNL Korea                            | tvN         | Nayoung, Kyulkyung | Tập 149      |
| 2016 | Battle Trip                          | KBS2        | Nayoung, Kyulkyung | Tập 4        |
| 2016 | Kyulkyung                            | KBS2        | Tập 11, 12         |              |
| 2016 | Knowing Bros                         | JTBC        | Nayoung, Kyulkyung | Tập 23, 53   |
| 2016 | Vitamin                              | KBS2        | Nayoung            | Tập 630      |
| 2016 | With You 2                           | JTBC        | Nayoung, Kyulkyung |              |
| 2016 | Taxi                                 | tvN         | Nayoung, Kyulkyung | Tập 429, 430 |
| 2016 | Happy Together Season 3              | KBS2        | Nayoung            | Tập 453      |
| 2016 | Hello Counselor                      | KBS2        | Kyulkyung          | Tập 278      |
| 2016 | With You Season 2: The Greatest Love | JTBC        | Nayoung, Kyulkyung |              |
| 2016 | Immortal Songs 2                     | KBS2        | Nayoung, Kyulkyung | Tập 255      |
| 2016 | Sister's Slam Dunk                   | KBS2        | Nayoung, Kyulkyung | Tập 6        |
| 2016 | A Man Who Feeds The Dogs             | Channel A   | Nayoung, Kyulkyung |              |
| 2016 | After School Club                    | Arirang TV  | Nayoung, Kyulkyung | Tập 224      |
| 2016 | Weekly Idol                          | MBC         | Nayoung, Kyulkyung | Tập 266      |
| 2016 | I Can See Your Voice 3               | Mnet        | Nayoung, Kyulkyung | Tập 11       |
| 2016 | Please Take Care of My Vanity 2      | FashionN    | Roa, Eunwoo        | Tập 2        |
| 2016 | Please Take Care of My Vanity 2      | FashionN    | Yuha, Xiyeon       | Tập 3        |
| 2016 | Star Show 360                        | MBC Every 1 | Nayoung, Kyulkyung | Tập 5, 6     |
| 2016 | Yang and Nam Show                    | Mnet        | Nayoung, Kyulkyung | [ 34 ]       |
| 2016 | Abnormal Summit                      | JTBC        | Kyulkyung          | Tập 126      |